# Gerenciamento integrado da água urbana

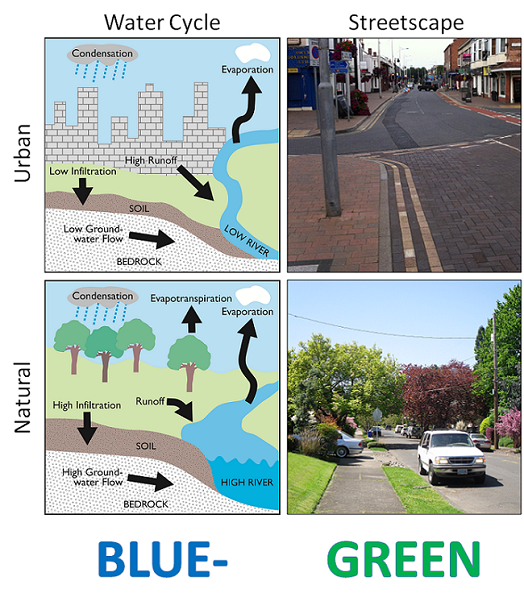
Comparação entre o ciclo da água natural e urbano e as paisagens urbanas em cidades convencionais e cidades verdes-azuis.

O gerenciamento integrado da água urbana é a prática de gerenciar a água doce, as águas residuais e as águas pluviais como componentes de um plano de gestão abrangente em escala de bacia hidrográfica. Ele se baseia nas considerações existentes sobre abastecimento de água e saneamento em um assentamento urbano, integrando o gerenciamento da água urbana ao escopo de toda a bacia fluvial. O gerenciamento integrado da água urbana é frequentemente visto como uma estratégia para alcançar os objetivos do Desenho Urbano Sensível à Água [en]. Ele busca transformar o impacto do planejamento urbano sobre o ciclo natural da água, partindo do princípio de que, ao gerenciar o ciclo da água urbana como um todo, é possível alcançar um uso mais eficiente dos recursos, trazendo não apenas benefícios econômicos, mas também melhorias sociais e ambientais. Uma abordagem é estabelecer um ciclo interno de água urbana por meio da implementação de estratégias de reuso. Desenvolver esse ciclo exige compreender tanto o balanço hídrico natural, antes do desenvolvimento, quanto o balanço hídrico após o desenvolvimento. Avaliar os fluxos nos sistemas pré e pós-desenvolvimento é um passo essencial para limitar os impactos urbanos no ciclo natural da água.
O gerenciamento integrado da água urbana dentro de um sistema hídrico urbano também pode ser conduzido por meio da avaliação de desempenho de novas estratégias de intervenção, adotando uma abordagem holística que engloba diversos elementos e critérios do sistema, incluindo aqueles relacionados à sustentabilidade, nos quais a integração dos componentes do sistema hídrico — como os subsistemas de abastecimento de água, águas residuais e águas pluviais — seria vantajosa. A simulação de fluxos do tipo metabolismo no sistema hídrico urbano também pode ser útil para analisar processos no ciclo da água urbana no contexto do gerenciamento integrado da água urbana.

## Componentes
As atividades no âmbito do gerenciamento integrado da água urbana incluem:
- Melhorar a eficiência do abastecimento de água e da pegada hídrica;

- Aprimorar a qualidade da água potável e o tratamento de águas residuais;

- Aumentar a eficiência econômica dos serviços para sustentar operações e investimentos em gestão de água, águas residuais e águas pluviais;

- Utilizar fontes alternativas de água, incluindo água da chuva e água reutilizada e tratada;

- Envolver as comunidades para refletir suas necessidades e conhecimentos no gerenciamento de água;

- Estabelecer e implementar políticas e estratégias para facilitar as atividades acima;

- Apoiar o desenvolvimento de capacidades de pessoal e instituições envolvidas no gerenciamento integrado da água urbana.

De acordo com a Organização de Pesquisa Científica e Industrial da Comunidade Australiana (CSIRO), o gerenciamento integrado da água urbana exige o gerenciamento do ciclo da água urbana em coordenação com o ciclo hidrológico natural, que é significativamente alterado por paisagens urbanas e sua relação com a crescente demanda. Em condições naturais, as entradas de água em qualquer ponto do sistema são a precipitação e os fluxos superficiais; já as saídas ocorrem por fluxos superficiais, evapotranspiração e recarga de aquíferos. A introdução de grandes volumes de água canalizada com a mudança para um ambiente urbano e a criação de vastas áreas impermeáveis impactam fortemente o balanço hídrico, aumentando os influxos e alterando drasticamente os componentes de saída.

## Abordagens
- A Agenda 21 (Departamento da ONU para o Desenvolvimento Sustentável, 1992) detalhou os Princípios de Dublin para o gerenciamento integrado de recursos hídricos em áreas urbanas. Um dos objetivos da Agenda 21 é desenvolver uma gestão ambientalmente sustentável dos recursos hídricos para uso urbano.[6]

- A Declaração de Bellagio, formulada pelo Grupo de Trabalho de Saneamento Ambiental do Conselho Colaborativo de Abastecimento de Água e Saneamento [en] em 2000, inclui princípios como dignidade humana, qualidade de vida, segurança ambiental e um processo aberto com partes interessadas, entre outros.[6]

- A Abordagem Estratégica de 3 Passos da UNEP, desenvolvida em 2005, baseia-se na aplicação da abordagem de "Produção Mais Limpa", que obteve sucesso no setor industrial. Os três passos são: prevenção, tratamento para reuso e descarga planejada com estímulo à capacidade de autodepuração.[6]

- O Instituto de Educação para a Água da UNESCO busca avançar a partir da Declaração de Bellagio e da abordagem de 3 passos da UNEP com o desenvolvimento da abordagem SWITCH para o gerenciamento integrado da água urbana. Os componentes incluem a adição de uma avaliação de sustentabilidade, novos métodos de planejamento de sistemas hídricos urbanos e modificações no planejamento e desenvolvimento de estratégias.[6]

## Exemplos
Um exemplo de gerenciamento integrado da água urbana é o sistema hídrico Catskill/Delaware, que fornece 5,3 bilhões de litros de água por dia, incluindo para toda a cidade de Nova York. O processo de gerenciamento integrado da água urbana incluiu um amplo envolvimento das partes interessadas, garantindo que as necessidades de todos fossem incorporadas ao plano final de gestão. Foi estabelecida uma parceria entre a cidade de Nova York, a comunidade agrícola e o governo federal. Esse caso tornou-se um modelo de gerenciamento integrado da água urbana bem-sucedido.

### Sistemas de suporte à decisão urbana
O Sistema de Suporte à Decisão (SSD) é um sistema de gerenciamento de água urbana orientado por dados que utiliza sensores acoplados a aparelhos hídricos em residências urbanas para coletar informações sobre o uso da água. Desenvolvido com um investimento de 2,46 milhões de euros da Comissão Europeia, o sistema visa melhorar o comportamento de consumo de água das famílias. Dados sobre aparelhos e instalações como lava-louças, chuveiros, máquinas de lavar e torneiras são registrados sem fio e enviados ao aplicativo SSD no dispositivo móvel do usuário. O SSD analisa e exibe aos moradores quais aparelhos consomem mais água e quais hábitos devem ser evitados para reduzir o uso.

## Desafios
Um dos maiores desafios para o gerenciamento integrado da água urbana pode ser alcançar um consenso sobre a definição do plano e a implementação dos objetivos declarados nas etapas operacionais dos projetos. No mundo em desenvolvimento, ainda há uma fração significativa da população sem acesso a abastecimento de água e saneamento adequados. Ao mesmo tempo, o crescimento populacional, a urbanização e a industrialização continuam a causar poluição e esgotamento das fontes de água. No mundo desenvolvido, a poluição das fontes de água ameaça a sustentabilidade dos sistemas hídricos urbanos. As mudanças climáticas provavelmente afetarão todos os centros urbanos, seja com tempestades cada vez mais intensas, seja com secas prolongadas, ou talvez ambos. Para enfrentar os desafios do gerenciamento integrado da água urbana, é crucial desenvolver boas abordagens, direcionando o desenvolvimento de políticas e o planejamento para lidar com essas pressões de mudança global e alcançar sistemas hídricos urbanos verdadeiramente sustentáveis.